# Otto Charlet
Otto Wilhelm Karl Charlet (* 22. März 1885 in Berlin; † 7. September 1958 in Bremen) war ein deutscher Ruderer.

## Biografie
Otto Charlet nahm bei den Olympischen Sommerspielen 1912 in Stockholm mit seinem Verein dem Berliner RC Sport-Borussia in der Achter-Regatta teil. Jedoch konnte das Boot den Finallauf nicht erreichen.